# Hardship Red
«Hardship Red» — пилотажная группа бельгийских ВВС. Группа летает на четырёх учебно-тренировочных самолётах  Aermacchi SF.260. Эскадрилья была основана в 2008 году в составе Военно-воздушных сил Бельгии, но своё название получила только через год.